# 小門町
小門町（おかどまち）は、東京都八王子市の地名。丁番を持たない単独町名であり、住居表示未実施区域である。郵便番号は192-0054（八王子郵便局管区）。

## 地理
南をJR中央線、東を都道八王子城山線が通過する区域で、北は八幡町、東は南新町および天神町、南はJR線を挟んで上野町および台町4丁目、西は追分町と接する。
地内はほぼ全域が住宅街である。

## 歴史

### 地名の由来
八王子十五宿のうち小門宿が置かれた事に由来。江戸初期に代官大久保長安が屋敷をかまえ、東方に表門、北方に裏門があり、裏門前に公事訴訟の百姓屋敷があった事から宿の名となったという。御門宿・於門宿とも書かれ、長安没後に小門宿と改められた。

### 沿革
小門町は1889年(明治22年)の町村制施行以前は八王子の街を構成していた「八王子18町」のうちの一つである八王子小門町といった。町村制施行による合併により神奈川県南多摩郡八王子町の一部となり八王子町小門町となる。1917年(大正6年) 八王子町が市制施行、八王子市小門町となる。

## 世帯数と人口
2017年（平成29年）12月31日現在の世帯数と人口は以下の通りである。
| 町丁   | 世帯数  | 人口    |
| ------ | ------- | ------- |
| 小門町 | 901世帯 | 1,726人 |

## 小・中学校の学区
市立小・中学校に通う場合、学区は以下の通りとなる。
| 番地                  | 小学校               | 中学校               |
| --------------------- | -------------------- | -------------------- |
| 1〜19番地 83〜107番地 | 八王子市立第七小学校 | 八王子市立第六中学校 |
| その他                | 八王子市立第七小学校 | 八王子市立第四中学校 |

## 交通

### 鉄道
南辺をJR中央線が通過している。最寄駅は八王子駅または西八王子駅となる。

### 道路
- 国道20号（甲州街道）：小門町地内は通過しないが、すぐ北方の八幡町を通過する。東は立川市・新宿区方面、西は高尾・相模原市相模湖地区方面へ向かう。
- 東京都道506号八王子城山線：小門町の東を通過する。国道20号八幡町交差点を起点とする。南は小比企町・北野街道方面へ連絡している。

## 施設など
- 桑都保育園
- 産千代稲荷神社
- 金光教八王子教会